# Isaac de Caus
Isaac de Caus (1590 – 1648) è stato un architetto francese.

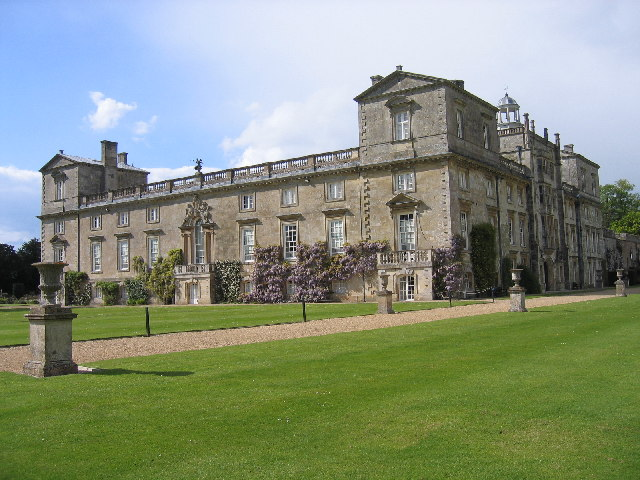
Veduta di Wilton House, il maggiore dei lavori di de Caus.

Fratello di Salomon de Caus, nel 1612 si recò in Inghilterra per lavorare con il fratello. Allievo di Inigo Jones, architetto dei sovrani Giacomo I e Carlo I, affiancò Jones in alcuni suoi lavori ed è il realizzatore di Wilton House, la residenza di campagna dei conti di Pemborke, edificata in stile veneziano. L'abitazione comprende due grandi sale di rappresentanza dove si trovano alcuni dipinti realizzati all'epoca da van Dyck per il conte di Pembroke. La progettazione di Wilton House fino a qualche tempo fa era attribuita a Inigo Jones mentre oggi si è piuttosto certi della paternità de Caus. È considerato uno dei principali architetti del barocco inglese.